# Wellington, Maine
Wellington är en ort i Piscataquis County i delstaten Maine, USA.